# Daria Borghese
Daria Borghese z domu Ołsufjewa, ros. Дарья Васильевна Олсуфьева-Боргезе, Darja Wasiljewna Ołsufjewa-Borghese (ur. 5 czerwca 1909 roku w Moskwie, zm. 4 lutego 1963 roku w Rzymie) – emigracyjna rosyjska pisarka, publicystka i ilustratorka.
Wiosną 1919 roku jej rodzina przedostała się do Batumi, skąd wyjechała do Włoch. Ołsufjewa ukończyła liceum, a następnie miejską szkołę artystyczną we Florencji. W 1931 roku wyszła za mąż za oficera włoskiej marynarki wojennej księcia Junia Valeria Borghese, po czym przeniosła się do Rzymu. Po agresji wojsk włoskich na Abisynię jesienią 1935 roku, przyjechała na okupowane tereny etiopskie, gdzie pracowała jako pielęgniarka. Po zakończeniu wojny powróciła do Rzymu. Podczas II wojny światowej przebywała w stolicy Włoch, zajmując się wychowywaniem dzieci. W latach powojennych zbierała historie miejskie i tworzyła ilustracje związane z Rzymem. W miejscowej prasie zaczęła zamieszczać ilustrowane eseje. W 1954 roku napisała książkę pt. „Vecchia Roma”, zaś w 1957 roku kolejną publikację pt. „Gogol a Roma”. W 1960 roku przyjechała z wizytą w ZSRR, odwiedzając dawne mieszkanie w Moskwie i majątek ziemski Jerszowo pod Zwienigorodem. Od 1963 roku, po jej śmierci w katastrofie samochodowej, corocznie jest przyznawana literacka nagroda im. Darii Borghese.